# 대홍초등학교
대홍초등학교는 대한민국 충청남도 천안시 서북구에 있는 공립 초등학교이다.

## 학교 연혁
- 1949년 12월 1일: 개교
- 1996년 3월 1일: 대홍초등학교로 개칭
- 2015년 2월 12일: 제64회 졸업
- 2015년 3월 2일: 10명 입학
- 2019년 1월 10일: 제68회 졸업
- 2019년 3월 1일: 6학급 편성, 병설유치원 1학급

## 참고 자료
- 대홍초등학교 - 한국교육학술정보원 학교알리미